# Till Eulenspiegels lustige Streiche
Till Eulenspiegels lustige Streiche, nach alter Schelmenweise - in Rondeauform - für großes Orchester är den fullständiga titeln på denna symfoniska dikt av Richard Strauss från 1895. 

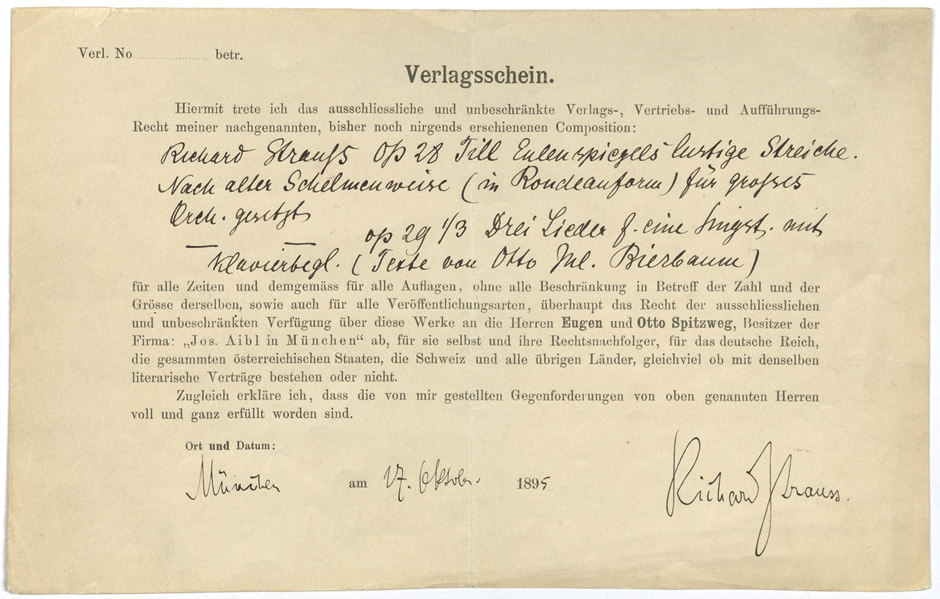
Förlagskontraktet underskrivet av Richard Strauss

Till Eulenspiegel (Till Ugglespegel) var en medeltida figur som omnämns i berättelser som en kringvandrande hantverkare som drev gäck med sina medmänniskor. Musiken skildrar hur Till skämtar och ställer till oreda i en by. Ordningsmakten ingriper och Till döms till döden genom hängning. Men verket slutar med samma ljusa tema som det började och därmed fick Till sista ordet.
En fordom i hela Skandinavien uppskattad folkbok (Till Ulspegel), översatt från den tyska motsvarigheten, omfattar ett hundratal skämtfabler, delvis hämtade ur den muntliga traditionen och knutna till en möjligtvis historisk gestalt på 1300-talet. Den första (plattyska) upplagan bör ha tillkommit i början av 1500-talet, den äldsta bevarade svenska är från 1661 och återgår på en högtysk version från 1618.
Bokens enkla, burleska humor och grova drift med adel, präster och annan överhet gjorde den uppskattad av folkets breda lager men även förföljd – t. o. m. förbjuden – av myndigheterna.